# 和久產巢日神
和久產巢日神（日语：ワクムスビノカミ）乃《古事記》之記述，《日本書紀》寫成稚產靈，祂是日本神話裡掌管蠶桑、五穀的神祇。

## 概要

### 古事記之記載
依照《古事記》上卷之記述，伊邪那美命生下火之夜藝速男神時，下陰遭灼傷而臥病在床。其嘔吐物生成金山毘古神、金山姬神；糞便生成波邇夜須毘古神、波邇夜須姬神；尿液生成彌都波能賣神、和久產巢日神等二神，後者之女名曰豐宇氣毘賣神；不久伊邪那美命身故。

### 日本書紀之記載
根據《日本書紀》卷第一所載之第二種說法，伊奘冉尊生火神軻遇突智時被燒死，臨終之際臥生土神埴山姬（ハニヤマヒメ）及水神罔象女。軻遇突智娶埴山姬，生下稚產靈，此神頭上生蠶與桑，臍中生五穀。

## 解說
神名裡的「和久（ワク）」乃「年輕」之意，「產巢（ムスビ）」則是神道觀念裡天地萬物按自然規律生成發展之意，故該神代表年輕生產力之神。

## 信仰
由於該神祇司掌穀物之生長，在日本一般將之視為農業神而信仰；主祭和久產巢日神的神社計有下述：
- 愛宕神社（京都府京都市右京區）
- 竹駒神社（宮城縣岩沼市）
- 安積國造神社（福島縣郡山市）
- 堂山王子神社（福島縣田村市）
- 麻賀多神社（千葉縣成田市）
- 王子稻荷神社（東京都北區）

## 內部連結
- 伊奘冉尊
- 豐宇氣毘賣神

## 外部連結
- 稚産霊神（页面存档备份，存于）（日語）